# Bernhard Baier
Bernhard Baier (Hannover, 12 agosto 1912 – Hannover, 27 aprile 2003) è stato un pallanuotista tedesco, vincitore di una medaglia d'argento all'olimpiade di Berlino 1936.
Nel 1940 sposò Trudi Meyer.